# Vena Sera
Vena Sera este cel de-al patrulea album de catre Chevelle lansat pe 3 aprilie 2007 prin Epic Records. Majoritatea pieselor au fost bazate pe material din piese nelansate.
Albumul a debutat pe locul 12 in S.U.A. cu vânzări în jur de 62.000. Aceasta reprezinta mai puțin decât precedentul album, This Type of Thinking (Could Do Us In), care a debutat pe locul 8 cu vanzari de aproximativ 90,000.
Pe data de mai 31, 2007, tobosarul Sam Loeffler a actualizat site-ul oficial pentru a declara,printre altele,ca piesa "I Get It" va fi al doilea single de pe album. Single-ul de pe album a fost lansat la radio 12 iunie 2007,descurcadu-se mai bine decat predecesorul sau in topuri. Urmatărul single care ar putea fi lansat pe la începutul lui ianuarie 2008, ar fi "The Fad", declara trupa. Din data de 17 ianuarie cântecul a fost adăugat de posturile de radio din țară.

## Lista Piese
1. "Antisaint" – 4:21
2. "Brainiac" – 3:21
3. "Saferwaters" 4:11
4. "Well Enough Alone" – 4:18
5. "Straight Jacket Fashion" – 4:02
6. "The Fad" – 3:37
7. "Humanoid" – 3:59
8. "Paint the Seconds" – 3:58
9. "Midnight to Midnight" – 4:24
10. "I Get It" – 3:55
11. "Saturdays" – 4:06

### Piese Bonus de la iTunes
1. In Debt to Earth - 4:12

### Piese Bonus de la Best Buy
1. Sleep Walking Elite - 3:40
2. Delivery (Compulsion cover) - 3:03

## Topuri

### Album
| An   | Top                 | Pozitie |
| ---- | ------------------- | ------- |
| 2007 | The Billboard 200   | 12      |
| 2007 | Top Rock Albums     | 4       |
| 2007 | Top Internet Albums | 6       |

### Single-uri
| An   | Piesa               | Top                    | Pozitie |
| ---- | ------------------- | ---------------------- | ------- |
| 2007 | "Well Enough Alone" | Mainstream Rock Tracks | 4       |
| 2007 | "Well Enough Alone" | Modern Rock Tracks     | 9       |
| 2007 | "Well Enough Alone" | Bubbling Under Hot 100 | 16      |
| 2007 | "I Get It"          | Mainstream Rock Tracks | 5       |
| 2007 | "I Get It"          | Modern Rock Tracks     | 4       |
| 2007 | "I Get It"          | Bubbling Under Hot 100 | 18      |
| 2008 | "The Fad"           | Mainstream Rock Tracks | 26      |